# اورتیگلا
هرتیگلا (به اسپانیایی: Hortigüela) یک شهرستان در اسپانیا است.